# Gorka Larrucea
Gorka Larrucea Arrien (Guernica y Luno, Vizcaya, 24 de febrero de 1993) es un futbolista español que juega como centrocampista en el S. F. C. Etar Veliko Tarnovo de la Primera Liga de Bulgaria.

## Trayectoria
Gorka se formó en las filas del club de su localidad, la S. D. Gernika. En la temporada 2010-11 jugó varios partidos en Tercera División con el primer equipo gernikarra, aunque no fue hasta la campaña 2012-13 cuando se asentó en la plantilla. En julio de 2019 se marchó al Real Unión, después de haber jugado las últimas cuatro temporadas en Segunda B.
En julio de 2020 firmó por la S. D. Amorebieta, donde logró el ascenso a Segunda División en su primera temporada. No pudieron lograr la permanencia, y en agosto de 2022 se marchó a Rumania para jugar en el F. C. Dinamo de Bucarest.
En febrero de 2024, tras haber dejado Rumania a finales del mes anterior, firmó por el S. F. C. Etar Veliko Tarnovo que ocupaba la última posición en la Primera Liga de Bulgaria.

## Clubes
| Club                         | País     | Año       |
| ---------------------------- | -------- | --------- |
| S. D. Gernika                | España   | 2012-2019 |
| Real Unión de Irún           | España   | 2019-2020 |
| S. D. Amorebieta             | España   | 2020-2022 |
| F. C. Dinamo de Bucarest     | Rumania  | 2022-2024 |
| S. F. C. Etar Veliko Tarnovo | Bulgaria | 2024-     |

## Vida personal
Es el hermano menor del futbolista formado en las categorías inferiores del Athletic Club, Ander Larrucea.